# ريك ديفيز
ريك ديفيز (بالإنجليزية: Rick Davies) هو كاتب أغاني ومغني وموسيقي وعازف بيانو بريطاني، ولد في 22 يوليو 1944 في سويندون في المملكة المتحدة.

## وصلات خارجية
- الموقع الرسمي
- ريك ديفيز على موقع IMDb (الإنجليزية)
- ريك ديفيز على موقع ميوزك برينز (الإنجليزية)
- ريك ديفيز على موقع أول ميوزيك (الإنجليزية)
- ريك ديفيز على موقع ديسكوغز (الإنجليزية)
- ريك ديفيز على موقع كينوبويسك (الروسية)